# Altshausen
Altshausen là một thị xã Swabia có 4079 dân (vào thời điểm tháng 12 năm 2020) gần Ravensburg, Baden-Württemberg, phía nam nước Đức. Đô thị này có diện tích 20,48 km². Ở đây có lâu đài Teutonic Order. Đô thị này là nơi sinh của Hermann of Reichenau.

## Thành phố kết nghĩa
- Bicske, Hungary